# Detroit (Oregon)
Detroit é uma cidade localizada no estado norte-americano de Oregon, no Condado de Marion.

## Demografia
Segundo o censo norte-americano de 2000, a sua população era de 262 habitantes.
Em 2006, foi estimada uma população de 270, um aumento de 8 (3.1%).

## Geografia
De acordo com o United States Census Bureau tem uma área de
2,2 km², dos quais 1,4 km² cobertos por terra e 0,8 km² cobertos por água. Detroit localiza-se a aproximadamente 123 m acima do nível do mar.

## Localidades na vizinhança
O diagrama seguinte representa as localidades num raio de 36 km ao redor de Detroit.